# Farol de Oak Island
O Farol de Oak Island é um farol de concreto localizado geograficamente na Ilha Oak, no leste do estado da Carolina do Norte, nos Estados Unidos.

## História
O farol começou a ser construído no ano de 1958 na Ilha Oak. É composto de concreto e está a 47 metros (153 pés) de altura e é estruturado com 24 estacas a 67 pés de profundidade. O farol marca a foz do rio Cape Fear e, de 1958 até 1962, foi o mais brilhante farol  dos EUA e o segundo no mundo, superado apenas por um farol francês ao longo do Canal da Mancha (atualmente emite cerca de 2.500.000 de candelas). A luz alcança 169 metros acima da água e pode ser visto por um observador a 16 quilômetros, o que é necessário para marcar a entrada do rio Cape Fear e ajudar a evitar os navios perigosos bancos de areia frigideira.
Em 2003, o Oak Island Lighthouse foi designado como excedente pela Guarda Costeira americana, embora tenha continuou operando a baliza. Em 2004, a cidade de Caswell Beach recebeu a posse do farol e da propriedade à beira-mar adjacente pelo Governo Federal dos Estados Unidos, em troca de seu acordo para manter a propriedade para parques e propósitos de recreação.
Este é o farol que aparece no filme "Todo mundo em pânico 3".